# قتل الأخ

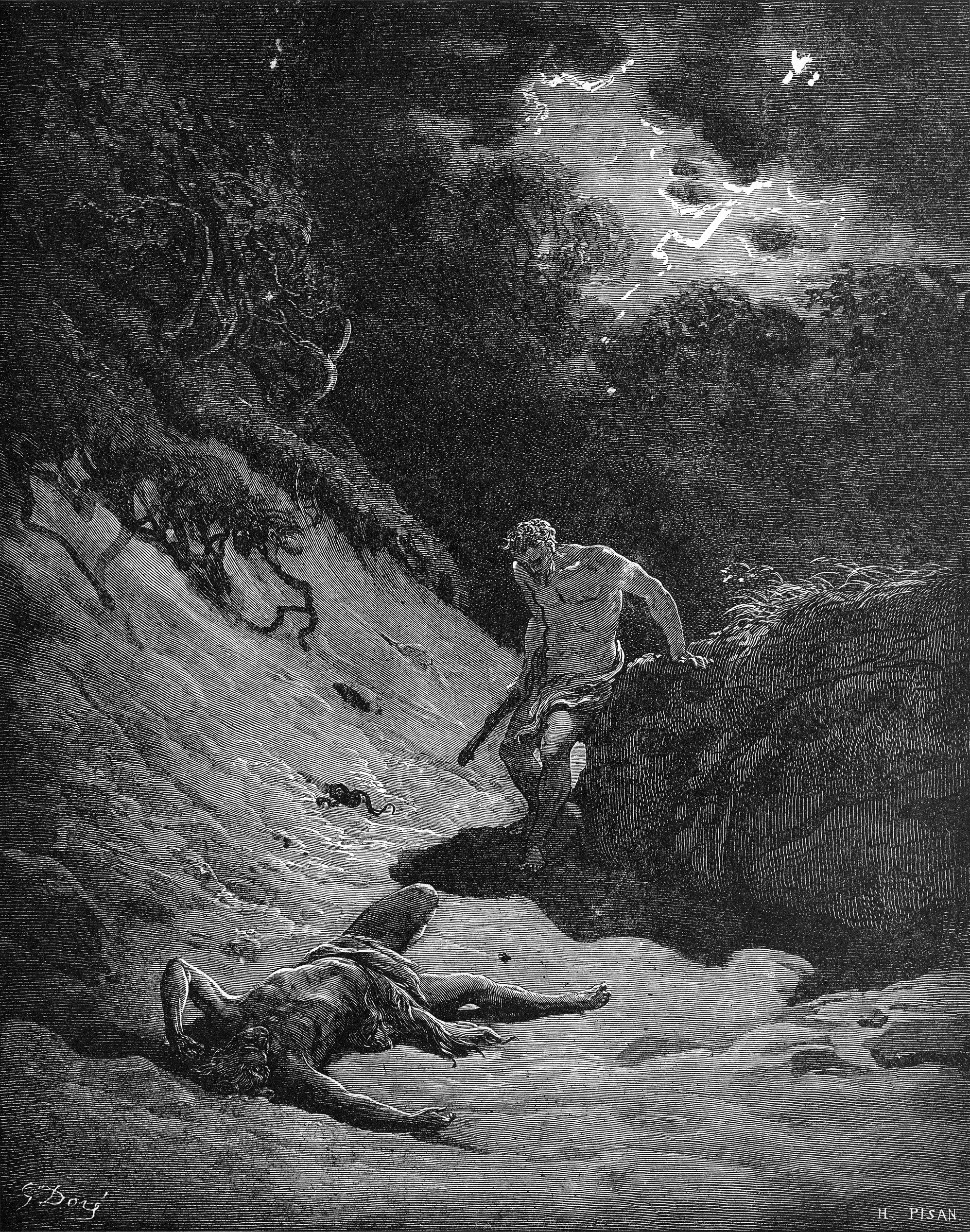
لوحة قاييل يقتل هابيل لغوستاف دوريه

قتل الأخ أو الأخت هو قيام المرء بالقتل المتعمد لأخيه. وتعتبر أول حادثة قتل في التاريخ البشري هي قتل قابيل لأخيه هابيل.
تعترف الديانات الإبراهيمية جميعها بقصة قاييل وهابيل كأول جريمة قتل بين الأشقاء يتم ارتكابها. في أساطير روما القديمة، تأسست المدينة كنتيجة لمقتل الأخوة، حيث كان التوأم رومولوس ورموس يتشاجران حول من يحظى بمحبة الآلهة وبناء روما، حيث أصبح رومولوس أول ملك لروما وحمل الاسم نفسه بعد قتل أخيه.

## في الخيال

### مسرحيات
- في مسرحية هاملت لشكسبير، يقتل كلوديوس هاملت الأكبر ويتزوج زوجته لتولي العرش.

### أفلام
- في فيلم ديزني المتحرك الأسد الملك، يرتكب سكار جريمة قتل أخيه موفاسا من خلال إلقائه من جرف في تدافع من الحيوانات البرية أدناه.[4]
- في فيلم الرعب الديني أم! ، الأخ الأكبر يرتكب جريمة قتل الأخ الأصغر، كإعادة سرد لقصة قابيل وهابيل.
- في فيلم الجريمة الأمريكي العراب الجزء الثاني، قتل مايكل كورليوني شقيقه الأكبر فريدو.[5][6]
- في فيلم مارفل الخارق النمر الأسود، قتل تي كاتا شقيقه الأصغر.[7][8]
- في فيلم البطل الخارق شازام!، يقتل الدكتور سيفانا شقيقه الأكبر الذي يسيء معاملته بإلقائه من النافذة انتقامًا من كل السنوات التي قضاها في التنمر عليه.[9]

### كتب
- الشاهنامه، الملحمة الوطنية لبلاد فارس الكبرى، تضم العديد من عمليات قتل الأشقاء. وأشهر هذه القصة هي قصة أبناء فريدون.
- في الكوميديا الإلهية لدانتي، عدة قصص لقتل الأخوة أيضًا.